# رافلی هورن
رافلی هورن (به لاتین: Rauflihorn) یک کوه در سوئیس است که در کانتون برن واقع شده‌است. رافلی هورن ۲٬۳۲۳ متر بالاتر از سطح دریا واقع شده‌است.